# Protapanteles obvius
Protapanteles obvius är en stekelart som beskrevs av Kotenko. Protapanteles obvius ingår i släktet Protapanteles och familjen bracksteklar. Inga underarter finns listade i Catalogue of Life.